# Lieblingshof
Lieblingshof is een plaats en voormalige gemeente in de Duitse deelstaat Mecklenburg-Voor-Pommeren en maakt deel uit van de gemeente Dummerstorf in het Landkreis Rostock.

## Indeling voormalige gemeente
De voormalige gemeente bestond uit de volgende Ortsteile:

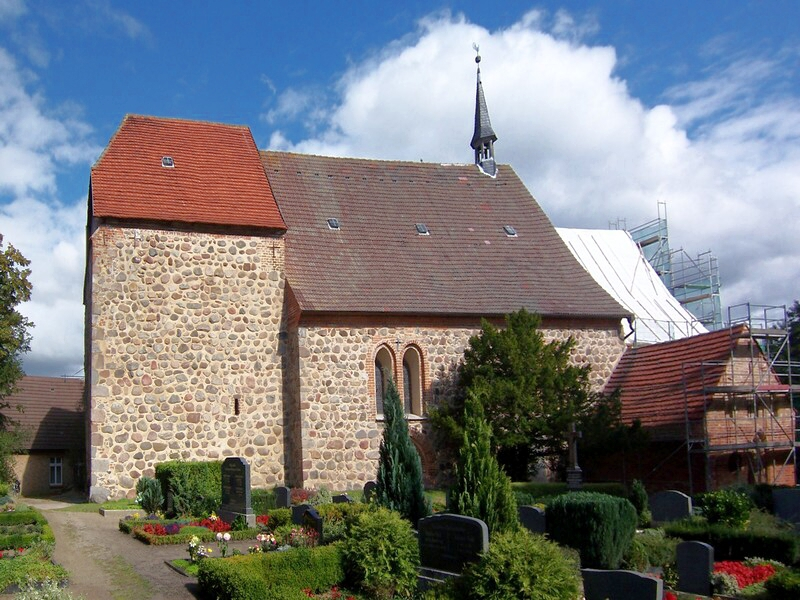
Kerk in Petschow

- Lieblingshof
- Godow
- Petschow
- Wolfsberg

## Verkeer en vervoer
Door de plaats loopt de Bundesautobahn 20.